# Luttons Ambo

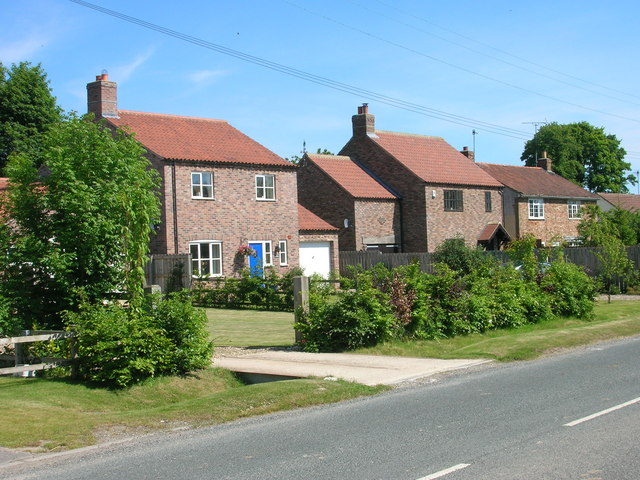
East Lutton

Luttons Ambo var en civil parish från 1866 till 1935 då den blev en del av Luttons, i grevskapet East Riding of Yorkshire (nu North Yorkshire), i England. Civil parish var belägen 15 km från Malton och hade 282 invånare år 1931.